# Пасо-де-лос-Торос
Пасо-де-лос-Торос (исп. Paso de los Toros) — город в центральной части Уругвая, в департаменте Такуарембо.

## География
Расположен на северном берегу реки Рио-Негро, примерно в 140 км к юго-западу от города Такуарембо и в 66 км к северу от Дурасно. Через город проходит автомобильная дорога № 5. Абсолютная высота — 27 метров над уровнем моря.

## История
В 1889 году через данную местность прошла железная дорога до города Сальто. 17 июля 1903 года получил статус села (Pueblo) с названием Санта-Изабель. 27 ноября 1929 года был переименован в Пасо-де-лос-Торос и получил статус малого города (Villa). 1 июля 1953 года получил статус города (Ciudad).

## Население
По данным на 2011 год население города составляет 12 985 человек.
| Год  | Население |
| ---- | --------- |
| 1908 | 4963      |
| 1963 | 11 359    |
| 1975 | 13 032    |
| 1985 | 13 026    |
| 1996 | 13 315    |
| 2004 | 13 231    |
| 2011 | 12 985    |

Источник: Instituto Nacional de Estadística de Uruguay

## Известные личности
- Хуани ВН, Певец, автор песен, музыкант и продюсер
- Марио Бенедетти, уругвайский писатель и журналист
- Нельсон Акоста, уругвайский и чилийский футболист
- Виктор Пуа, уругвайский футболист и тренер